# Manuela Levorato
Manuela Levorato (ur. 16 marca 1977 w Dolo) – włoska lekkoatletka, specjalizująca się w biegach sprinterskich, medalistka mistrzostw Europy juniorek, młodzieżowych oraz seniorek.

## Sukcesy sportowe
- czterokrotna mistrzyni Włoch w biegu na 100 m – 1999, 2001, 2002, 2010
- mistrzyni Włoch w biegu na 200 m – 2001
- siedmiokrotna halowa mistrzyni Włoch w biegu na 60 m – 1998, 1999, 2000, 2002, 2003, 2004, 2011
- trzykrotna halowa mistrzyni Włoch w biegu na 200 m – 2002, 2003, 2004

| Rok  | Miasto      | Zawody                         | Konkurencja                 | Wynik         |
| ---- | ----------- | ------------------------------ | --------------------------- | ------------- |
| 1995 | Nyíregyháza | mistrzostwa Europy juniorów    | sztafeta 4 x 100 m          | srebrny medal |
| 1996 | Sydney      | mistrzostwa świata juniorów    | bieg na 100 m               | 7. miejsce    |
| 1997 | Turku       | młodzieżowe mistrzostwa Europy | sztafeta 4 x 100 m          | brązowy medal |
| 1999 | Göteborg    | młodzieżowe mistrzostwa Europy | bieg na 100 m bieg na 200 m | złoty medal   |
| 2001 | Tunis       | igrzyska śródziemnomorskie     | bieg na 100 m               | srebrny medal |
| 2002 | Monachium   | mistrzostwa Europy             | bieg na 100 m bieg na 200 m | brązowy medal |

## Rekordy życiowe
- bieg na 100 m – 11,14 – Lozanna 04/07/2001 (rekord Włoch)
- bieg na 150 m – 17,28 – Marcon 04/05/2003 (rekord Włoch)
- bieg na 200 m – 22,60 – Sewilla 24/08/1999 (do 2016 rekord Włoch)
- bieg na 300 m – 36,30 – Viareggio 22/08/2000 (rekord Włoch)[1]
- bieg na 400 m – 52,16 – Mediolan 05/06/2002
- bieg na 55 m (hala) – 6,83 – Florencja 09/02/2002 (rekord Włoch)
- bieg na 60 m (hala) – 7,20 – Maebashi 07/03/1999 (rekord Włoch)
- bieg na 200 m (hala) – 23,14 – Genua 02/03/2003 (rekord Włoch)[2]